# Yosphí
Yosphí är en ort i Mexiko.   Den ligger i kommunen Amealco de Bonfil och delstaten Querétaro Arteaga, i den sydöstra delen av landet, 120 km nordväst om huvudstaden Mexico City. Yosphí ligger 2 368 meter över havet och antalet invånare är 1 386.
Terrängen runt Yosphí är varierad. Runt Yosphí är det ganska tätbefolkat, med 83 invånare per kvadratkilometer. Närmaste större samhälle är Paso de Mata, 19,1 km norr om Yosphí. Trakten runt Yosphí består till största delen av jordbruksmark.